# Giuseppe Morello
Giuseppe Morello, detto «Piddu» o «Joe l'artiglio» per una deformità alla mano destra, che aveva il solo
dito mignolo (Corleone, 2 maggio 1867 – New York, 15 agosto 1930), è stato un mafioso italiano naturalizzato statunitense, legato a Cosa nostra statunitense.

## Biografia
Giuseppe Morello nacque a Corleone, in provincia di Palermo, il 2 maggio 1867 da Calogero Morello e Angela Piazza. Nel 1872 il padre Calogero morì e nell'estate 1873 la madre si risposò con Bernardo Terranova, esponente di spicco della cosca di Corleone, nella quale avrebbe fatto ammettere anche il figliastro Giuseppe insieme ai propri figli Vincenzo, Nicola e Ciro, nati dal matrimonio con Angela Piazza.
Morello emigrò negli Stati Uniti d'America nel 1894, anno di una sua condanna in patria per omicidio e per contraffazione di denaro in cui era coinvolto. La madre, il patrigno e i fratellastri lo seguirono nella primavera del 1895, lavorando con lui nelle piantagioni di canna da zucchero in Louisiana e di cotone in Texas. Infine nel 1897 Morello si trasferì a New York insieme ai fratellastri Vincenzo, Nicola e Ciro Terranova, con cui fondò una cosca di falsari ed estortori con base a Manhattan ed East Harlem, di cui entrarono a far parte anche i mafiosi Ignazio Lupo e Vito Cascio Ferro. La cosca di Morello era anche coinvolta nelle attività criminali della «Mano Nera», che consistevano in estorsioni all'interno della comunità italiana di Little Italy, accompagnate da sfregi, danneggiamenti e minacce di morte per coloro che rifiutavano di comprare i dollari falsi stampati dalla banda di Morello. Nel 1900 Morello venne arrestato per falsificazione di banconote, che venivano stampate in Sicilia e importate negli Stati Uniti nel doppiofondo di lattine d'olio.
Nel 1903 Morello fu il principale sospettato del famigerato «delitto del barile» (il corpo orribilmente sfigurato del mafioso siciliano Benedetto Madonia, membro della sua banda, fu trovato chiuso in un barile abbandonato in una strada), ma ne uscì indenne. Inoltre nel 1909 Morello fu sospettato di aver ordinato l'assassinio del detective Joe Petrosino insieme al suo sodale Vito Cascio Ferro, ritenuto l'esecutore materiale dell'omicidio, avvenuto a Palermo nella centrale Piazza Marina. Infine nello stesso anno i servizi segreti statunitensi di New York riuscirono ad incriminare Morello con una serie di imputazioni, compresa la falsificazione di banconote, e a farlo condannare a venticinque anni di carcere, da cui però venne scarcerato già nel 1919.
Nel 1920, Morello tornò in Sicilia per ottenere aiuto dai mafiosi di Corleone per liberarsi di una «sentenza di morte» pronunciata contro di lui dal mafioso siciliano Salvatore D'Aquila, capo di una cosca a Brooklyn. Infine Morello fu risparmiato e tornò a New York, dove nel 1922 affidò la propria cosca al mafioso Giuseppe Masseria e si riservò il titolo di consigliere. Il 15 agosto 1930 Morello venne ucciso nel suo ufficio di East Harlem, probabilmente da un killer che agiva su ordine del mafioso Salvatore Maranzano, che attraverso lui voleva colpire il nemico Giuseppe Masseria, dando inizio alla cosiddetta «Guerra castellammarese».